# Cantó de Châtillon-sur-Chalaronne
El cantó de Châtillon-sur-Chalaronne (en francés canton de Châtillon-sur-Chalaronne) és una divisió administrativa francesa del departament de l'Ain. Té 26 municipis i el cap és Châtillon-sur-Chalaronne.

## Municipis
- L'Abergement-Clémenciat
- Biziat
- Chanoz-Châtenay
- Châtillon-sur-Chalaronne
- Chaveyriat
- Condeissiat
- Dompierre-sur-Chalaronne
- Mézériat
- Neuville-les-Dames
- Romans
- Saint-André-le-Bouchoux
- Saint-Georges-sur-Renon
- Saint-Julien-sur-Veyle
- Sandrans
- Sulignat
- Vonnas

## Història
| Data d'elecció                           | Identitat      | Partit                     | Qualitat |
| ---------------------------------------- | -------------- | -------------------------- | -------- |
| 1949-1961                                | M. Morel       | Radical                    |          |
| 1961-1973                                | M. Durand      | Sense etiqueta, després PS |          |
| 1973-1979                                | M. Lagrange    | Divers droite              |          |
| 1979-1998                                | Nöel Ravassard | PS                         |          |
| 1998-                                    | Yves Clayette  | RPR, després UMP           |          |
| les dades anteriors no són pas conegudes |                |                            |          |
|                                          |                |                            |          |